# Três Lagoas (gemeente)
Três Lagoas is een gemeente in de Braziliaanse deelstaat Mato Grosso do Sul. De gemeente telt 117.477 inwoners (schatting 2017).

## Hydrografie
Direct ten oosten grenst de gemeente aan de rivier de Paraná. In deze rivier ligt de Jupiádam met een waterkrachtcentrale.

## Aangrenzende gemeenten
De gemeente grenst aan Água Clara, Brasilândia, Inocência, Selvíria, Castilho (SP) en Paulicéia (SP).